# Dionisio Mejía
Dionisio Mejía Vieyra (* 6. Januar 1907 in Mexiko-Stadt; † 17. Juli 1963), oder kurz Dionisio Mejía, war ein mexikanischer Fußballspieler auf der Position eines Stürmers. Er war zuletzt für den Hauptstadtverein CF Atlante und die mexikanische Fußballnationalmannschaft aktiv. Sein Spitzname war Nicho.

## Karriere

### Verein
Seine Vereinskarriere begann Mejía in seiner mexikanischen Heimat, wo er ab dem Jahr 1928 im Kader des Erstligisten CF Atlante aus der Hauptstadt Mexiko-Stadt stand. Ob er dem Verein bereits davor angehörte, ist aus den Quellen ebenso nicht ersichtlich wie genaue Daten über die Anzahl seiner Einsätze. Hier belegte er in der Saison 1928/29, an der Seite von Stürmer Juan Carreño und den Brüdern Manuel und Felipe Rosas, mit der Mannschaft den vierten Platz in der noch auf Amateurbasis ausgetragenen Meisterschaft. Er selbst wurde dabei mit 12 Saisontreffern in 8 Meisterschaftsspielen, Torschützenkönig der Hauptstadtliga. Ein Jahr später erreichte die Mannschaft einen Platz im Mittelfeld der Tabelle und Mejía gehörte mit 6 Toren in 4 Ligaspielen zu den besten Torschützen der Azulgranas.
Im Jahr 1930 wurde die Meisterschaft nach vier Spieltagen durch die Juegos de la Revolución, einer Sportveranstaltung zum Gedenken an die mexikanische Revolution, ausgesetzt. Ein anderer Grund für die Annullierung der Saison ist in den Verbandsstreitigkeiten zu sehen. Diese hatten zur Folge, dass die Vereine Real Club España und Club México nicht an der Meisterschaft 1931/32 teilnahmen. Im Playoff-Finale der Meisterschaft trafen die Azulgranas um Mejía auf die Auswahl des Club Necaxa und ihren Torjäger Julio Lores. Nach drei Partien hieß es 5:3 für CF Atlante und Mejía gewann seine erste und einzige Landesmeisterschaft der Karriere. An diesen Erfolg konnte er mit der Mannschaft eine Saison später nicht mehr anknüpfen. Im meisterschaftsentscheidenden Spiel am 4. Juni 1933, unterlag er mit Atalante den Rivalen Necaxa mit 9:0 und musste sich somit am Ende der Saison den Rang des Vizemeisters begnügen. Auch im Nationalen Pokal scheiterte er mit der Mannschaft bereits in der Vorrunde am FV Germania (6:4 n. V.) In der Saison 1933/34 qualifizierte er sich mit der Auswahl zwar für die Meisterschafts-Playoffs, aber nach Niederlagen gegen CF Asturias (5:4) und den Club España (1:2), blieb nur der dritte Platz. Im Landespokal schied er mit der Mannschaft gegen den Rivalen Necaxa mit 5:3 ebenfalls deutlich aus dem Wettbewerb. Ob Mejía seine Vereinskarriere nach Ablauf der Saison im Jahr 1934 beendete, weiterhin im Kader von CF Atlante verblieb oder zu einem anderen Verein wechselte und dort seine Karriere fortführte, ist nicht bekannt.

### Nationalmannschaft
Sein Debüt für die mexikanische Fußballnationalmannschaft gab Mejía am 13. Juli 1930, im Rahmen der Fußball-Weltmeisterschaft 1930 unter Trainer Juan Luque de Serrallonga, gegen die Auswahl von Frankreich (4:1). Zwar gehörte er bereits, neben Torhüter Óscar Bonfiglio, Rafael Garza Gutiérrez und Stürmer Juan Carreño, dem Aufgebot bei den Olympischen Sommerspielen 1928 an, wo die Mannschaft gegen Spanien (1:7) und Chile (1:3) verlor, er kam dort jedoch nicht zum Einsatz. Unter Trainer Rafael Garza Gutiérrez wurde er auch in das Aufgebot der El Tri zur Qualifikation für die Weltmeisterschaft 1934 berufen. Hier kam er, an der Seite der Vereinsgefährten Juan Carreño und Felipe Rosas, in den Spielen gegen Kuba (3:2 und 5:0) sowie im entscheidenden Spiel gegen die USA (2:4) zum Einsatz und erzielte dabei sieben Tore. Rekordverdächtig war sein Hattrick im ersten Spiel gegen die kubanische Auswahl (3:2) am 4. März 1934, als er innerhalb von nur 4 Minuten die Tore zur 3:0-Führung für die Gastgeber erzielte. Auch im Rückspiel eine Woche später gelang ihm ein Hattrick. Seinen letzten Einsatz im Trikot der El Tri bestritt Mejía am 18. März 1934, im Rahmen der Qualifikation zur Weltmeisterschaft 1934 unter Trainer Rafael Garza Gutiérrez, gegen die Mannschaft der Vereinigten Staaten, wo ihm in der 75. Minute auch sein letztes Länderspieltor gelang.

### Erfolge
Verein
- Mexikanischer Meister: 1932

Persönliche Auszeichnungen
- Torschützenkönig der Primera Fuerza: 1929